# Melito di Porto Salvo
Melito di Porto Salvo is een gemeente in de Italiaanse provincie Reggio Calabria (regio Calabrië) en telt 10.724 inwoners (31-12-2004). De oppervlakte bedraagt 35,3 km², de bevolkingsdichtheid is 300 inwoners per km².

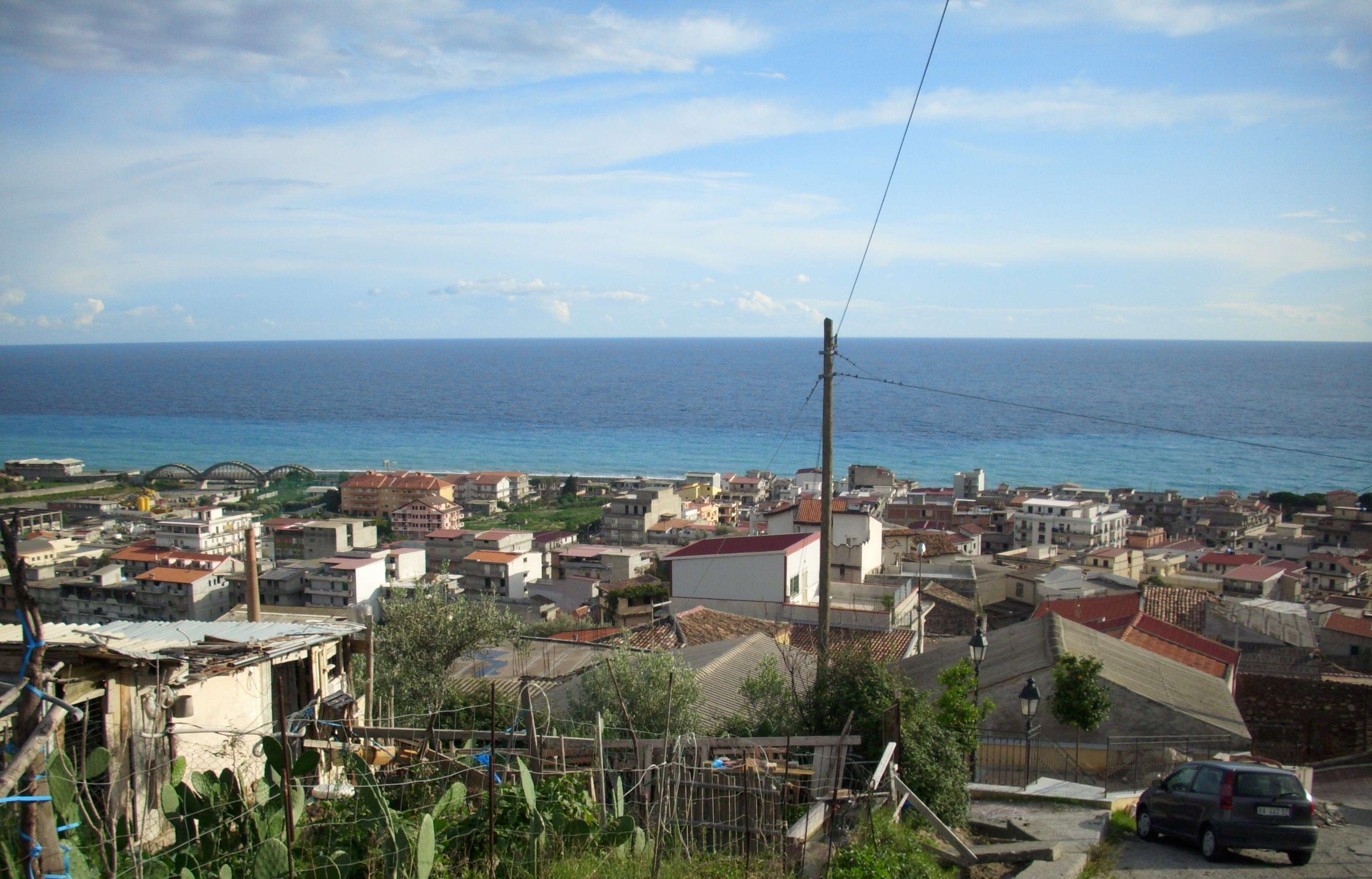
Melito di Porto Salvo
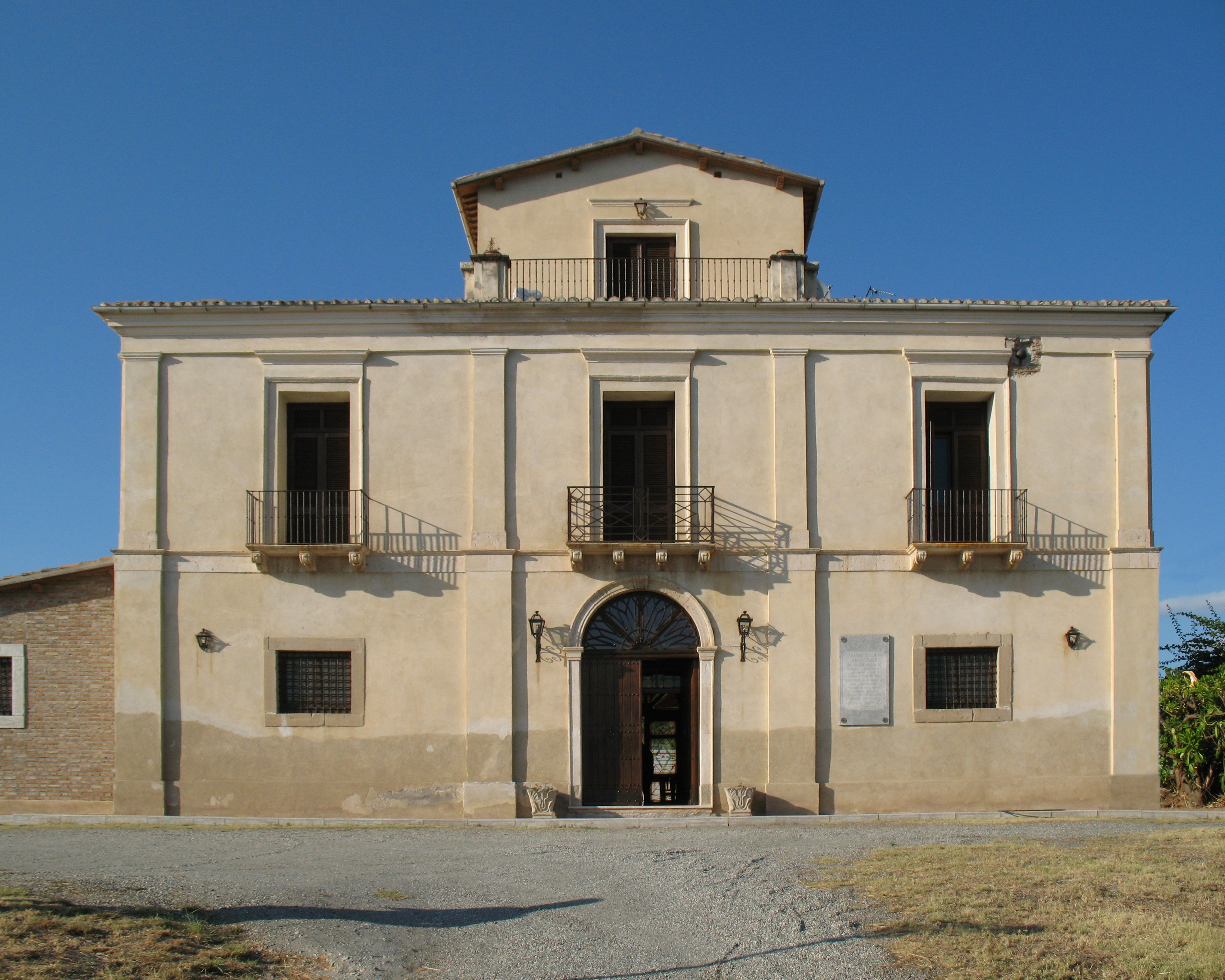
Casina Ramirez
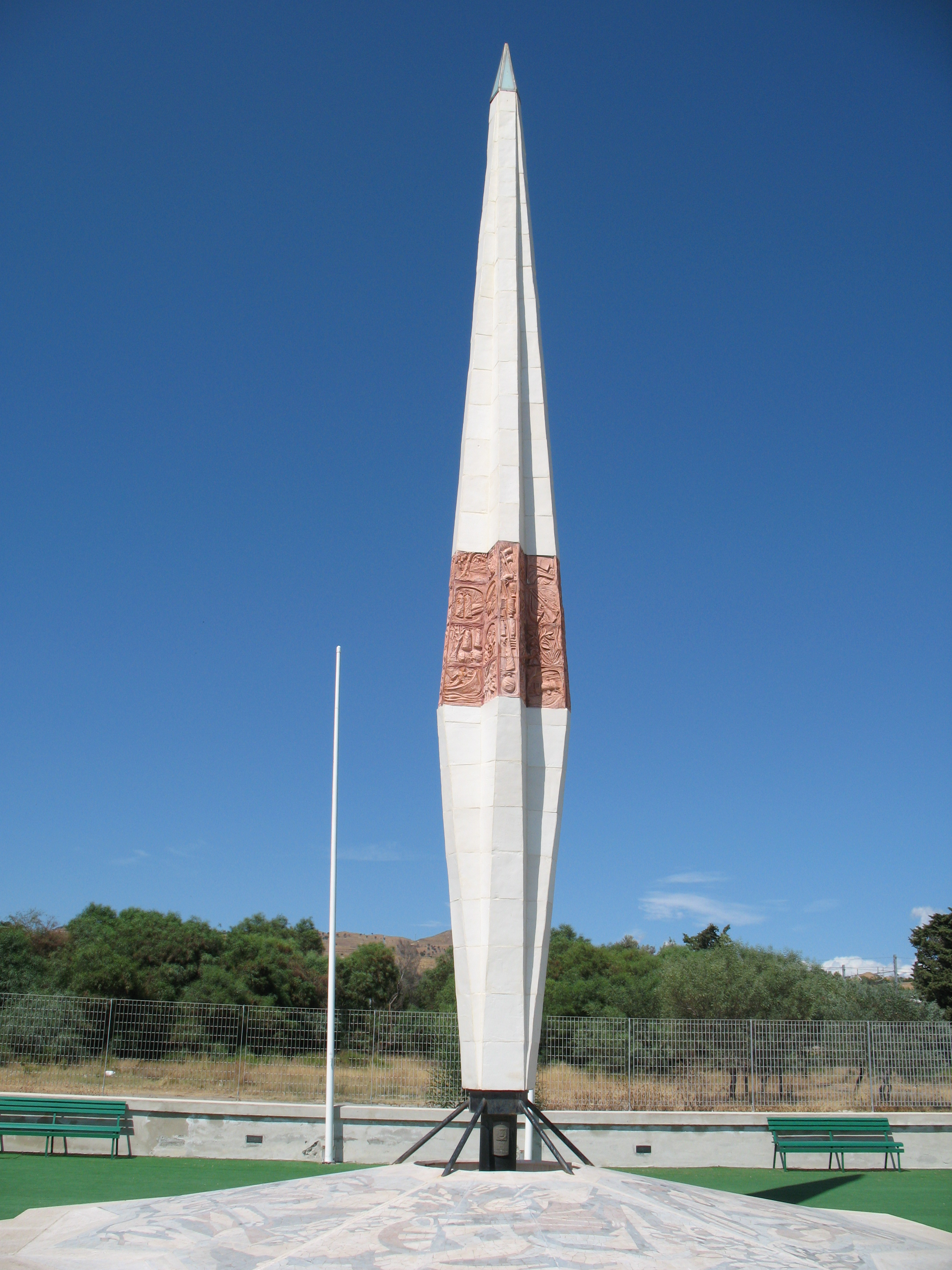
Herinneringszuil voor Garibaldi
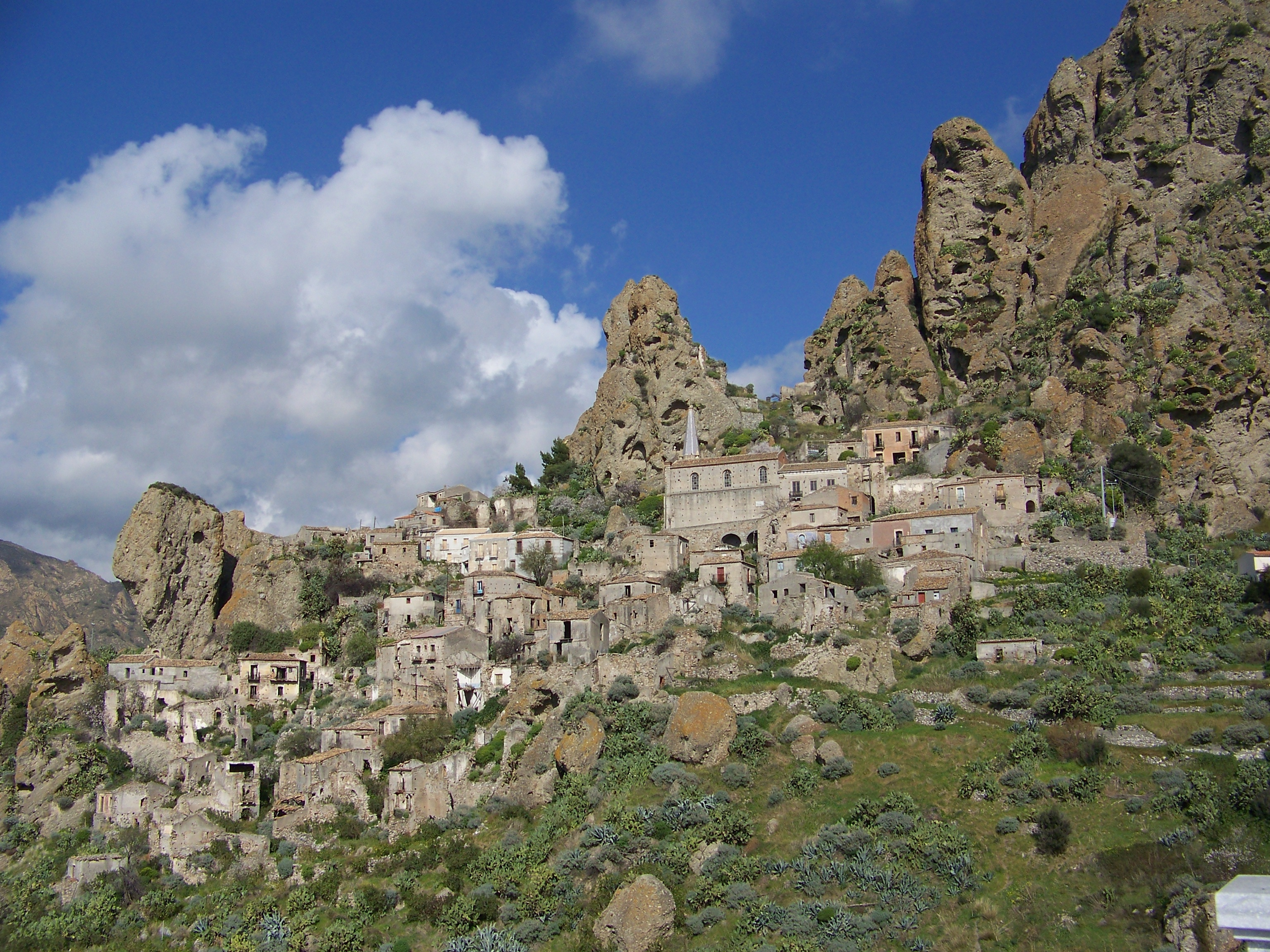
Pentedattilo

## Demografie
Melito di Porto Salvo telt ongeveer 3580 huishoudens. Het aantal inwoners daalde in de periode 1991-2001 met 2,1% volgens cijfers uit de tienjaarlijkse volkstellingen van ISTAT.
| Jaar | Inwoneraantal |
| ---- | ------------- |
| 1991 | 10.727        |
| 2001 | 10.506        |

## Geografie
De gemeente ligt op ongeveer 28 m boven zeeniveau.
Melito di Porto Salvo grenst aan de volgende gemeenten: Montebello Ionico, Roghudi, San Lorenzo.